# Margareta Hofvander
Margareta Bille-Hofvander, född 15 juni 1914 i Saltsjöbaden, död 1 augusti 2006, var en svensk målare.
Hon var dotter till majoren Edvard Bille och Elsa Jansson och från 1937 gift med läkaren Valdemar Hofvander. Hon studerade vid Tekniska skolan i Stockholm 1932–1934, Essemskolan i Malmö 1947–1950, Académie de la Grande Chaumière i Paris 1950 och Grafiskt Forum 1964–1966 samt under studieresor i Europa. Separat ställde hon ut i Malmö ett flertal gånger och medverkade i samlingsutställningar med Skånes konstförening sedan 1952. Bland hennes offentliga arbeten märks en utsmyckning för Skånes Allmänna Restaurang AB i Malmö. Hennes konst består av abstrakta figurkompositioner och stilleben. Hofvander är representerad vid Moderna museet och Malmö museum. Hon är begravd på Limhamns kyrkogård i Malmö.